# グランドストランド

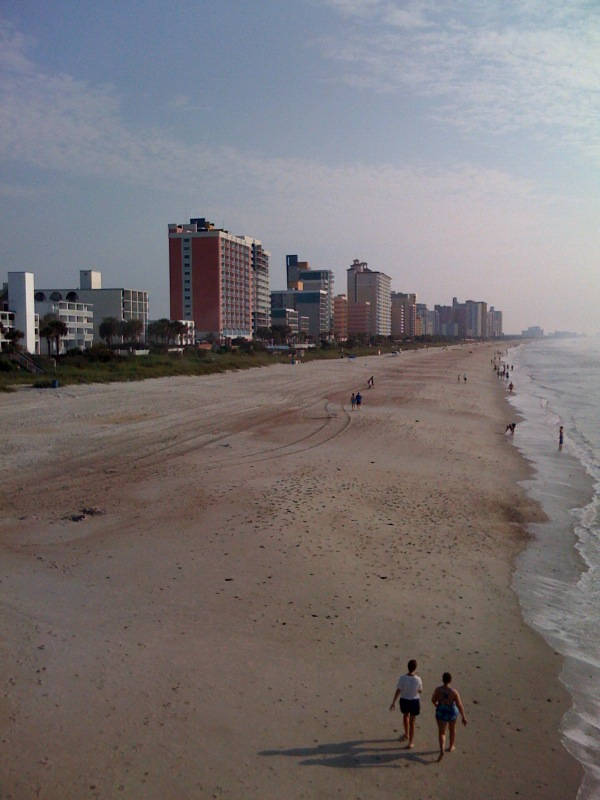
マートルビーチの夜明け

グランドストランド（英: Grand Strand）は、アメリカ合衆国サウスカロライナ州の東部、大西洋岸のリトルリバー（国勢調査指定地域、CDP）からジョージタウン市まで伸びる大きな海浜の帯である。実質的に切れ目のない60マイル (97 km) 以上の円弧状の海浜であり、リトル川に始まり、ウィニヤ湾で終わる。グランドストランドという名称はその海浜のある帯状の地域を指しても使われ、マートルビーチ大都市圏と呼ばれるその地域人口は2010年国勢調査で329,449 人だった。
グランドストランドという言葉は、1949年、「マートルビーチ・サン」紙のコラムニスト、クロード・ダナガンが初めて使った。「ストランド」は「ビーチ」（海浜）を意味するドイツ語から来ている。実際にダナガンは1949年11月19日の「マートルビーチ・ニューズ」紙に、「グランドストランドから」と題するコラムを書き、1949年12月3日には「グランド・ストランドから」と題するコラムを書いた。新聞が「マートルビーチ・サン」となったのは1950年になってからだった。
グランドストランドはアメリカ合衆国南東部海岸の大きな観光地となり、主要都市はマートルビーチであり、各シーズンに1,000万人以上の観光客を呼んでいる。多くのレストランやテーマパークがあり、夏には家族連れや学生に、冬には避寒客に人気がある。

## 気候
ケッペンの気候区分に拠れば、グランドストランド地域は温暖湿潤気候にあり、大西洋に大きく影響され、大洋性の趣が強くなっている。冬は冷涼であり、夏は暑く湿気ている。
降水量は年間を通じで豊富にあるが、その多くは夏季に集中しており、毎日少なくとも降水確率は30%になるのは異常なことではない。特に夏は強い雷雨が起こりやすい。雷雨は通常短時間で終わるが、雹や竜巻を伴うこともある。
サウスカロライナ州のこの地域では、降雪は極めて稀であるが、皆無ではない。2000年1月には5インチ（12.7 cm) の降雪があった。また2014年1月28日にも、氷と雪の厳しい嵐が襲ってきた。
| マートルビーチの気候      | マートルビーチの気候 | マートルビーチの気候 | マートルビーチの気候 | マートルビーチの気候 | マートルビーチの気候 | マートルビーチの気候 | マートルビーチの気候 | マートルビーチの気候 | マートルビーチの気候 | マートルビーチの気候 | マートルビーチの気候 | マートルビーチの気候 | マートルビーチの気候 |
| 月                        | 1月                  | 2月                  | 3月                  | 4月                  | 5月                  | 6月                  | 7月                  | 8月                  | 9月                  | 10月                 | 11月                 | 12月                 | 年                   |
| ------------------------- | -------------------- | -------------------- | -------------------- | -------------------- | -------------------- | -------------------- | -------------------- | -------------------- | -------------------- | -------------------- | -------------------- | -------------------- | -------------------- |
| 最高気温記録 °F （°C）    | 83 (28)              | 85 (29)              | 94 (34)              | 96 (36)              | 101 (38)             | 106 (41)             | 104 (40)             | 106 (41)             | 102 (39)             | 98 (37)              | 89 (32)              | 84 (29)              | 106 (41)             |
| 平均最高気温 °F （°C）    | 57 (14)              | 61 (16)              | 68 (20)              | 76 (24)              | 83 (28)              | 88 (31)              | 91 (33)              | 90 (32)              | 85 (29)              | 77 (25)              | 69 (21)              | 60 (16)              | 75.4 (24.1)          |
| 平均最低気温 °F （°C）    | 34 (1)               | 37 (3)               | 44 (7)               | 51 (11)              | 60 (16)              | 69 (21)              | 72 (22)              | 71 (22)              | 65 (18)              | 54 (12)              | 45 (7)               | 37 (3)               | 53.3 (11.9)          |
| 最低気温記録 °F （°C）    | 4 (−16)              | 11 (−12)             | 12 (−11)             | 22 (−6)              | 35 (2)               | 42 (6)               | 51 (11)              | 55 (13)              | 45 (7)               | 22 (−6)              | 16 (−9)              | 8 (−13)              | 4 (−16)              |
| 降水量 inch （mm）        | 4.12 (104.6)         | 3.35 (85.1)          | 3.92 (99.6)          | 3.05 (77.5)          | 3.19 (81)            | 4.63 (117.6)         | 6.81 (173)           | 7.38 (187.5)         | 5.52 (140.2)         | 3.55 (90.2)          | 3.01 (76.5)          | 3.48 (88.4)          | 52.01 (1,321.2)      |
| 出典：The Weather Channel |                      |                      |                      |                      |                      |                      |                      |                      |                      |                      |                      |                      |                      |

## 歴史
この地域にヨーロッパ人が到着する以前、ロングベイ地域にはワッカモー族インディアンが住んでいた。ワッカモー族は交通のために川を使い、リトル川あたりの岸沿いで魚を獲った。ロングベイ沿いの主要なバリアー島であるワティーズ島には、埋葬していた証拠や貝塚が見つかっており、ワッカモー族が訪れていたものと考えられる。
ロングベイ沿いで最初のヨーロッパ人開拓者は18世紀後半に到着しており、プランテーションの仕組みを大洋に向かって広げようとしていた。この時代の文書に拠る記録は稀であり、その多くは古い土地払い下げに関するものである。
その開拓者達は様々なものが混じり合った結果に出逢い、かなりの量のインディゴやタバコを生産した。海岸の土壌は砂を多く含んでいたので、農産物の大半は質が劣っていた。
アメリカ独立戦争の前、後のグランドストランドに沿った地域は、事実上人が住んでいなかった。ジョン、リチャード、ウィリアム、メアリーのウィザーズ家を含め幾つかの家族が海岸沿いに土地の払下げを受けていた。この家族は現在のウィザーズ・スワッシュ、別名アートル・スワッシュあるいはエイトマイル・スワッシュと呼ばれる土地周辺を払い下げられていた。これとは別にリトル川に近い海岸沖、現在のワティーズ島であるマイナー島というバリアー島などが、ジェイムズ・マイナーに払い下げられていた。
プリンス・ジョージ・ウィニヤ・エピスコパル教会にあるウィザーズ家の墓石の多くは、元のストランドの遠隔地にあったことを物語っている。「彼女は社会の楽しみを諦め、ロングベイに引き込み、そこでその人生の大半を子供たちを育てることに捧げた」と記されていた。
アメリカの植民地が独立を果たしたとき、この地域は基本的に変わらず、海岸は無毛のままだった。ジョージ・ワシントンが大統領であった時期に南部州を視察し、キングズ・ハイウェイ (チャールストン＝ボストン)を下った。その一夜はウィンディヒル（現在のノースマートルビーチの一部）で泊まり、ジェレマイア・ベリーンがウィザーズ・スワッシュを越えてジョージタウンに案内した。
ウィザー家はその後の半世紀間、マートルビーチ周辺の数少ない開拓者の1つだった。1822年、強いハリケーンがR・F・ウィザーズの家を大洋に押し流し、中に住んでいた18人を溺死させた。この悲劇によってウィザーズ家は海岸に沿った土地を棄てる決断をすることになった。
この地域は人が住まずに森に戻り始めた。

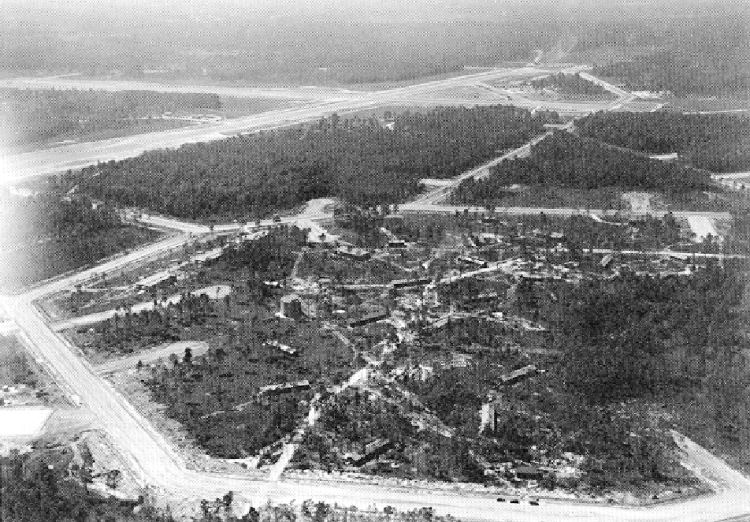
第二次世界大戦中の当初のマートルビーチ航空隊基地

1899年2月28日、現代のバーローズ・アンド・チャピンの前身であるバーローズ・アンド・コリンズが、コンウェイ・アンド・シーショア鉄道の認証を受け、木材を海岸から内陸の消費者の所に運んだ。この鉄道は2両の薪焚き機関車で1900年5月1日に運行を始めた。この機関車の1両は「ブラック・マリア」と呼ばれ、ノースカロライナの木材会社から中古で得られていた。「ウィザーズ」と名付けられた町の古いスワッシュの場所に郵便局が建てられた。
鉄道が完成した後、週末には木材会社と鉄道会社の従業員がフラットカーの無蓋車に乗って海浜に向かった。これがグランドストランドでは最初期の観光客になった。この鉄道の終点は「ニュータウン」とあだ名され、「オールドタウン」すなわちコンウェイと対照されることになった。
20世紀への変わり目、フランクリン・バーローズがニュータウンをフロリダ州や北東部の海浜に対抗できる観光地にする計画を立てた。バーローズは1897年に死んだが、その息子達が海浜まで鉄道の延伸を完成させ、1901年にはシーサイド・インをオープンさせた。
ニュータウンはその設立以来成長を続け、1957年には法人化された。町の名前についてはコンテストが開催され、バーローズの妻が地元で豊富な低木であるサザン・ワックス・マートル（ヤマモモ）にちなむ名前を提案した。よって町はマートルビーチと名付けられた。
1937年、マートルビーチ市民空港が建設されたが、1940年にアメリカ陸軍航空隊が接収し、軍事基地に転換された。商業便の運航は1976年から始まり、15年間は滑走路を共用していたが、1993年に空軍基地が閉鎖された。それ以後空港はマートルビーチ国際空港と命名された。2010年、あたらしいターミナルビルを建設する案が承認された。1940年、キングズ・ハイウェイが舗装され、マートルビーチでは最初の幹線道となった。

## 経済
グランドストランドの経済は観光業が支配的であり、毎年数百万ドルをもたらしている。ホテル、モーテル、リゾート、レストラン、呼び物、小売店が豊富にあり、観光客にサービスしている。
マートルビーチとその周辺にゴルフコースが250か所あり、ゴルフが産業として重きをなしている。
製造業ではプラスティック、ゴム、カードボード、発泡品、セラミック製品が、通常は小規模に作られている。

### 観光業

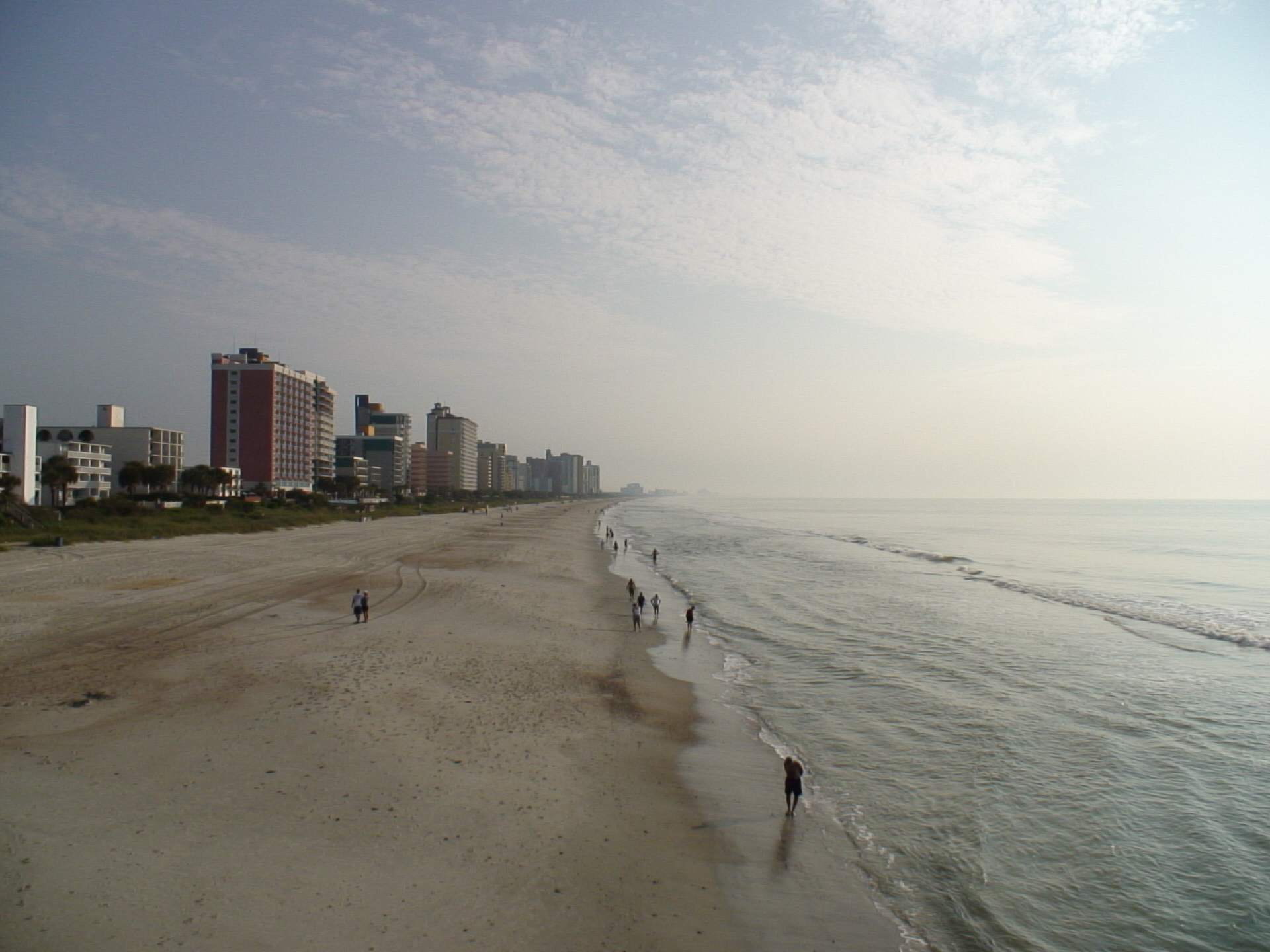
ビーチの景観

グランドストランドには毎年1,460万人の観光客が訪れている。特に春と夏に観光客が多い。
マートルビーチでは様々な会議、行事、音楽コンサートが開催されている。アトラクションとして、ビーチとゴルフ場があり、また多くのアミューズメントパーク、水族館、IMAXの映画館、小売店集積地、1,900以上のシーフードなどのレストランもある。また、ディナーシアター、ナイトクラブがあり、多くの観光店もある。ホテルは460軒あり、その多くはビーチに面している。客室数は約89,000室である。アメリカ合衆国東海岸では最大級のウォーターパークであるマートル・ウェイブズもある。
マートルビーチ・ボードウォークは2010年にオープンし、雑誌「ナショナル・ジオグラフィック」から国内第3位のボードウォークに認められた。また、雑誌「トラベル + レジャー」からも国内最良のボードウォークの1つに挙げられた。マートルビーチ・スカイホィールは2011年5月のオープンであり、大西洋を見渡すことのできるガラス製ゴンドラを動かしている。1935年に設立されたマートルビーチ州立公園は、グランドストランドの海浜の1マイル (1.6 km) が使われ、水泳、ハイキング、自転車、釣りを楽しむことができる。

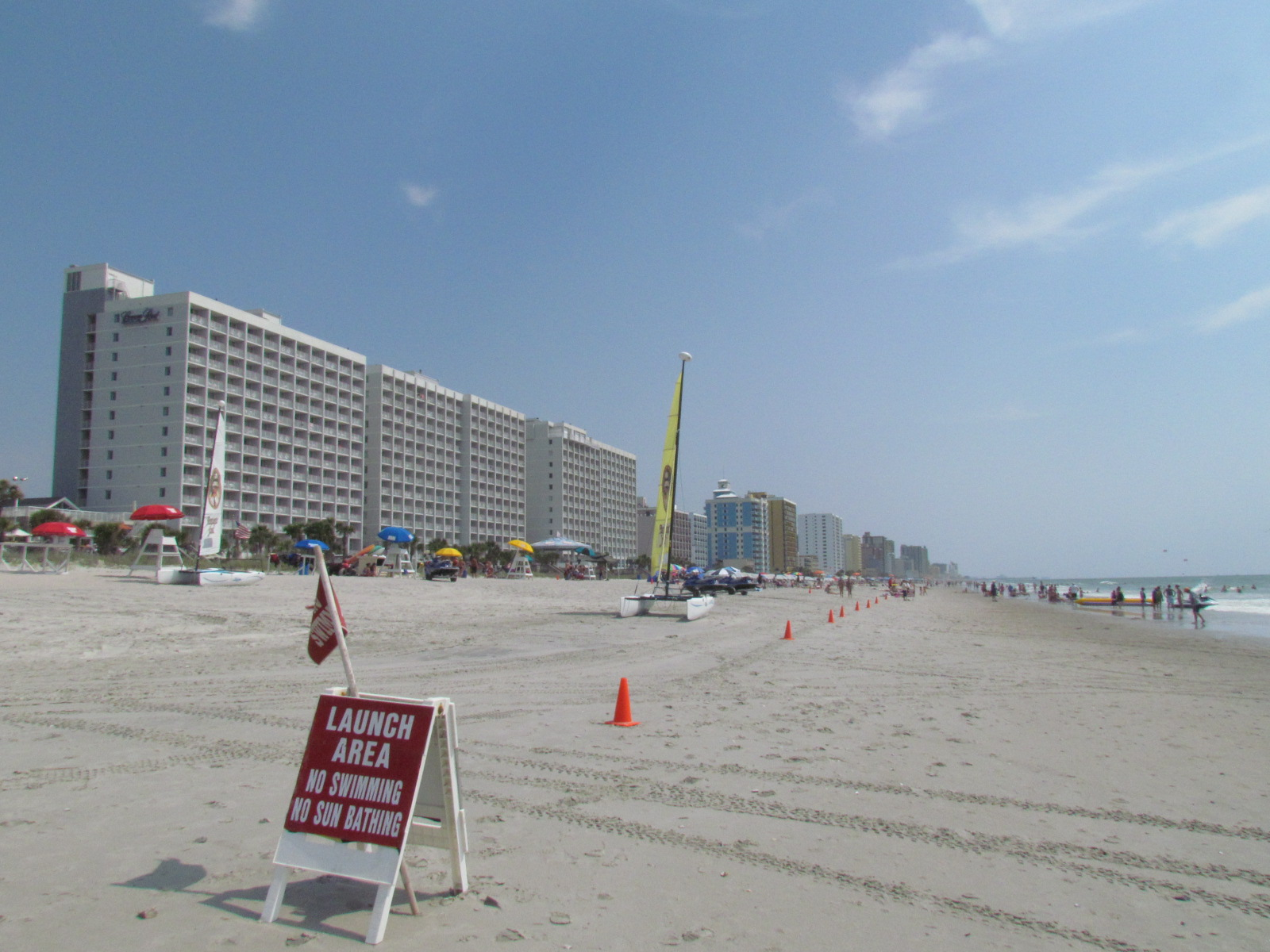
マートルビーチのホテル群

マートルビーチ会議場は毎年、各種集会、会議、展示、特別行事を行う大型施設である。2003年にオープンし、シェラトン・ホテル・アンド・リゾートも入っている。
マートルビーチには2008年にハードロック・パークがオープンした。これは人気あるハードロックカフェのチェーンとテーマを同じくしていた。その財政に問題が生じた後に、2009年のシーズンにフリースタイル・ミュージック・パークに変わった。このパークは、ブリティッシュ・インヴェイジョンなど様々な音楽ジャンルをテーマにしたアトラクションを備えていた。しかし、2010年シーズンはオープンせず、法的な問題で閉じたままとなった。
1951年以降毎年3月、オンタリオの春休みの時期に、マートルビーチではカナダ＝アメリカの日、別名カン＝ナム・デイズを開催している。特別行事が開催される1週間に数万人の観光客が訪れている。毎年晩春には食品とワインの祭であるコースタル・アンコークドも開催されている。6月、高校を卒業したばかりの若者がシニアウィークのためにマートルビーチに来る。
7月4日独立記念日にはオーシャンフロントで多くのプロに拠る花火大会が行われ、この日の観光地の中でもトップに挙げられている。ウェブサイトの Priceline.com は2010年に7月4日の観光地20傑の1つにマートルビーチを挙げた。
サウスカロライナ州ではギャンブルが違法である。マートルビーチの住民も観光客も、船で連邦法も州法も届かない国際水域まで言ってギャンブルを行うことができる。

#### オートバイ・ラリー
マートルビーチ・バイク・ウィーク、別名「ハーレー・バイク・ウィーク」は1940年に始まった1週間にわたるオートバイのラリーであり、毎年5月に20万人もの観戦者が集まる。1980年に始められたブラック・バイク・ウィークはメモリアルデイ頃の週末に開催され、アメリカ合衆国でも最大のアフリカ系アメリカ人によるオートバイ・ラリーであり、40万人が集まる。この行事は、マートルビーチやグランドストランド地域に集まるアフリカ系アメリカ人観衆やライダーに対する人種差別の歴史に反応して創設された。
マートルビーチ政府は、この多くの観衆が集まる行事の間に、アフリカ系アメリカ人ライダーによる人種差別の告発や、無法さとお粗末な挙動に対する苦情など議論があったことへの反応として、市内で公認されたオートバイの行事全てを妨害する意図で、15件の法を創設した。マートルビーチの企業に対して全米黒人地位向上協会から起こされた幾つかの法廷闘争は、人種差別を止め、原告数人に補償が行われ、従業員が多様化の訓練を行われるという合意で落ち着いた。全米黒人地位向上協会がマートルビーチ市を訴えた訴訟は、2006年、市が賠償金を払うことなく決着したが、黒人のラリーも白人のラリーも警官が同じ交通ルールを使うという合意ができた。
2010年6月、サウスカロライナ州最高裁判所は、全員一致で、全てのオートバイ・ライダーがヘルメットの着用を求めた15条例の1つの撤回を決めた。州法では21歳未満のライダーにヘルメット着用を求めており、市条例で例外は認められないという根拠だった。これに加えて裁判所は、この条例が不当な混乱を生んだと裁定し、市自体はその後の修正でヘルメット法とその他条例を無効化した。この法には、市の反オートバイ観光政策に反対したオートバイ・ライダーの団体、ブーストと呼ばれるマートルビーチの企業の団体（観光業を支持するために組織され企業オーナー）から異議申し立てを受けた。

### ショッピング

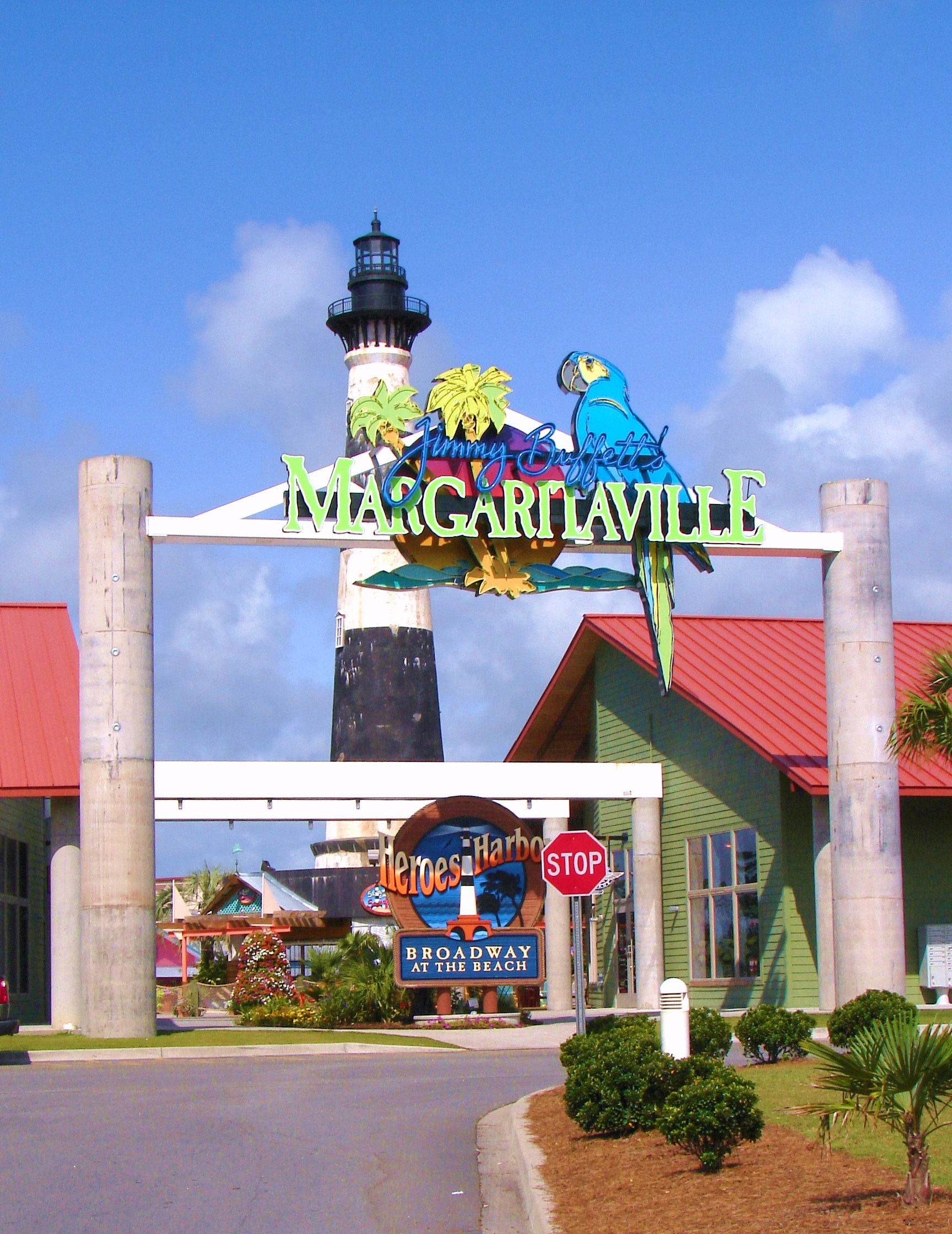
ブロードウェイ・アット・ザ・ビーチにあるヒーローズ・ハーバー、2006年6月

マートルビーチには大変に多様な店舗やモールがあり、アメリカ合衆国南東部でも最大級のショッピング地域となり、サウスカロライナ州では最大のショッピング場所となっている。
- ベアフット・ランディングは1988年のオープンであり、現在は100店の店舗、レストランとアトラクションがある。アラバマ劇場も入っており、伝統的なカントリー・ミュージックの歌手によるコンサートが開催されている。この中にはゴルフ・リゾートもある。
- コースタル・グランド・モールは2004年のオープンであり、州内最大の屋内型モールである。屋内にも屋外にもショッピング街があり、賃貸床面積は1,047,732平方フィート (97,337.5 m2) ある。この1階のみの施設には、ベルク、J.C.ペニー、ディラーズなどが核テナントとして入っており、14スクリーンの映画館、フードコートのほか約170の店舗がある。
- マートルビーチ・モールは床面積525,385平方フィート (48,809.9 m2) のモールであり、核テナントとしてはバス・プロ・ショップス、ベルク、J.C.ペニーが入っている。1階のみのモールであり12スクリーンの映画館、フードコートがある他、各種専門店が入っている。元はブライアクリフ・モールとしてオープンし、コロニアル・モールとも呼ばれた。
- タンガー・アウトレットは、ノーティカやソニーなどブランドショップのアウトレット100店以上が入っている。アメリカ国道501号線沿いにある[31]。
- ブロードウェイ・アット・ザ・ビーチはアメリカ国道17号線バイパス沿いの広さ350エーカー (1.4 km2) のショッピング施設である。劇場3館、レストラン17店、100以上の専門店、アトラクション、ナイトクラブ、ホテル3軒があり、広さ23エーカー (93,000 m2) を囲んでいる。サウスカロライナ州では最大のフェスティバル娯楽施設である。この中にはIMAXの映画館、リプリーの水族館、ハンドロックカフェ、プラネット・ハリウッド、ジミー・ビュフェットのマーガリタビル、パビリオン・ノスタルジア・パークが入っている。
- マーケット・コモン地区はライフスタイル・センターであり、幾つかの大型店、映画館がある。元はマートルビーチ空軍基地があった場所を使っている。

## 教育

### 高等教育機関
マートルビーチ都市圏には下記のカレッジや高等教育機関がある。
| - コースタル・カロライナ大学 - オリー・ジョージタウン工科カレッジ - ウェブスター大学 - マートルビーチ・キャンパス - NAIA 航空学校 |  | - カセドラル・バイブル・カレッジ - ゴルフ・アカデミー・オブ・アメリカ - ミラー・モット工科カレッジ |

### 私立学校
下記はマートルビーチ市内にある私立学校のリストである。
- セントアンドリューズ・カトリック学校
- クリスチャン・アカデミー・オブ・マートルビーチ
- カロライナ・ベイズ・アカデミー
- チャバド・アカデミー
- カルバリー・クリスチャン学校
- ブリッジウォーター・アカデミー
- カセドラル・ホール高校
- クリスチャン・アカデミー
- ライフ・クリスチャン・アカデミー & チャイルド
- ソカスティ・モンテッソリ学校

## グランドストランドにある町

### オリー郡
- リトルリバー - 人口 8,960 人（2010年、未編入国勢調査地域）
- ノースマートルビーチ - 人口 13,752 人(2010年、市)
- チェリーグローブビーチ (ノースマートルビーチの地区)
- オーシャンドライブビーチ (ノースマートルビーチの地区)
- クレセントビーチ (ノースマートルビーチの地区)
- アトランティックビーチ - 人口 334 人(2010年、町)
- ウィンディヒル (ノースマートルビーチの地区)
- ブライアクリフ - 人口 457 人(2010年、町)
- マートルビーチ - 人口 27,109 人(2010年、市)
- サーフサイドビーチ - 人口. 3,837 人(2010年、町)
- ガーデンシティ -人口 9,357 人(2010年、未編入国勢調査地域）

### ジョージタウン郡
- マレルズインレット - 人口 7,547 (2010年、未編入国勢調査地域）
- リッチフィールド - (未編入地域）
- ポーリーズアイランド - 人口 103 人(2010年、町)
- ドボルデュー - (未編入地域）
- ジョージタウン - 人口 9,163 人(2010年、市)

## インフラ

### 空港
- マートルビーチ国際空港、1976年オープン、町の南側にある
- グランドストランド空港、ノースマートルビーチ地域にある。ターミナル1つの空港[32]、主に軍用機や小型機が利用
- 民間ヘリコプター施設、オウンフライトがマートルビーチと周辺地域で運用

### 鉄道
マートルビーチにはワッカモー・コースとライン鉄道が通っており、コンウェイとマートルビーチ中心街を結び、アメリカ国道501号線にほぼ並行している。この線はオリー・コンウェイが所有しているが、2000年にカロライナ・サザン鉄道にリースされた。
カロライナ・サザン鉄道は延長100マイル (160 km) 未満の短線運行者であり、最大速度も10マイル時 (16 km/h) である。全国的な鉄道運行者と接続して主に貨物を運んでいる。マートルビーチ市には月1回の定期便がある。

### 道路
- アメリカ国道17号線
- アメリカ国道501号線
- サウスカロライナ州道31号線
- アメリカ国道17号線産業道路
- ファーロー・パークウェイ
- オーシャン大通り
- ハレルソン大通り
- グリッサム・パークウェイ

過去10年間で、毎年観光客の流入によって生ずる混雑を緩和するために、新しい道路が造られてきた。これら道路の大半はマートルビーチからの交通を改良するために1997年に策定されたメトロ・ループ道路計画に沿っている。これら道路の幾つかは道路改良開発計画I、あるいはマートルビーチ市を通じて手当てされた資金で造られている。
道路改良開発計画IIはサウスカロライナ州道31号線の第3段階、元空軍基地裏門でのファーロー・パークウェイとアメリカ国道17号線バイパスの段階的分離、その他多くの計画が入っている。郡では消費税1セント増の提案によって生み出される4億ドルを充てる議論をしている。オリー郡におけるその他の道路工事計画はエイナーやコンウェイの道路を含んでおり、承認されれば含まれることになる。
マートルビーチ市について計画されているものでは、州間高速道路73号線と同74号線の2本が使えることになる。ロバート・エッジ・パークウェイは州間高速道路74号線とノースマートルビーチ中心街を結ぶことになる。

## スポーツ
マートルビーチは、クラスAのカロライナリーグに属し、テキサス・レンジャーズ傘下の野球チーム、マートルビーチ・ペリカンズが本拠地にしている。
ティケットリターン・ドットコム・フィールドがマートルビーチ・ペリカンズのホーム球場であり、国道17号線近くにある。1999年にオープンし、6,500席がある。ここは、毎年2月に開催されるバイ・ロー・マートルビーチ・マラソンの終着点である。
ティケットリターン・ドットコム・フィールドは、毎年開催される大学野球選手権の「ベースボール・アット・ザ・ビーチ」の開催球場でもある。コースタル・カロライナ大学が毎年主催し、NCAAディビジョンIの計画に参加している。
1998年から2009年、さらに2011年からバイ・ロー・マートルビーチ・マラソンが開催されている。チックフィレイが後援し、毎年2月に、金曜の夜はカナダロイヤル銀行の5kレース、土曜日のダサニ・ハーフマラソンとバイ・ロー・マラソンが行われる。マラソンの日には6,000人のランナー（フルマラソン2,500人、ハーフマラソン3,500人）が集まる。午後2時半には完了させるために、レースは夜明け前の6時半がスタートである。
マートルビーチ・スピードウェイではNASCAR認定のストックカー・レースが行われる。このスピードウェイはアメリカ国道501号線沿いに、一周0.538マイル (866 m) の半分バンクが掛けられたアスファルト舗装楕円トラックである。レイトモデル・クラスのドライバーは、NASCARウェレン・オールアメリカン・シリーズのサウスカロライナ・チャンピオンシップで競うことになる。

### ゴルフ
グランドストランドやさらに内陸には数多いゴルフコースやミニゴルフコースがある。マートルビーチは「世界のゴルフの首都」と言われてきた。120のゴルフコースで420万ラウンドが行われている。2007年には370万ラウンドが行われた。コースの大半はパブリックである。以下は著名なゴルフコースとリゾートである。
| - アーカディアン・ショアーズ・ゴルフクラブ - アローヘッド・カントリークラブ - ベアフット・リゾート・アンドゴルフクラブ、ノースマートルビーチ - バーニングリッジ・ゴルフコース - グランド・デューンズ・ゴルフリゾート |  | - マートルビーチ・ナショナル・ゴルフコース - リバーオークス・ゴルフ・プランテーション - ウィスパリングパインズ・ゴルフコース - パルメット・グリーンズ - カロライナ・ショアーズ |

## メディア

### テレビ
グランドストランドとフローレンス市は、ニールセン・メディア・リサーチが定義するメディア市場を共有している。これにはオリー郡、フローレンス郡、マリオン郡、ディロン郡、ダーリントン郡、マルボロ郡と、ノースカロライナ州のスコットランド郡、ロブソン郡も含まれている。

### 新聞
「ザ・サン・ニューズ」がグランドストランドで発行される最大の日刊紙であり、購読者はジョージタウンからサンセットビーチまで広がっている。1930年代から発行されており、最初はナイト・リダーが、その後同社を買収したマクラッチー・カンパニーが発行している。
週刊紙では「ウィークリー・サージ」や「マートルビーチ・ヘラルド」、「オリー・インディペンデント」がある。オンラインの新聞「myrtlebeachgazette.com」もある。